# Chick Cancer
Chick Cancer (titulado Cáncer de tías en España y Cáncer de chicas en Hispanoamérica) es el séptimo episodio de la quinta temporada de la serie Padre de familia emitido el 26 de noviembre de 2006 a través de FOX. El episodio está escrito por Alec Sulkin y Wellesley Wild y dirigido por Pete Michels.
Las críticas recibidas por parte de la crítica fueron en su mayoría positivas tanto por su argumento como por las referencias culturales. En cuanto a la cuota de pantalla Nielsen, fue visto por 9,48 millones de televidentes en el estreno. El episodio contó con la participación de los actores: Drew Barrymore, Jeff Bergman, Dave Boat, Lizzy Caplan, Rachael MacFarlane y Stacey Scowley.
El capítulo está compuesto por dos tramas, por una parte, Stewie se reencuentra con Olivia Fuller y pretende mofarse de su discreto éxito en Hollywood hasta que se enamora, mientras, Peter decide filmar su propia película femenina después de acompañar a Lois al cine y disfrutar de la proyección.

## Argumento
Stewie descubre que a Olivia, actriz infantil, le han cancelado su contrato por lo que vuelve a Quahog, allí acude a un centro comercial para inaugurar un nuevo local. Stewie decide ir para dejarla en ridículo, pero nada más verla, se enamora de ella. Olivia se alegra de verle después de tanto tiempo, sin embargo, no comparte los mismos sentimientos hacia él. Entonces comprende que lo que ella quiere es un hombre maduro, Brian le explica como ser el hombre que ella busca, solo tiene que mirar para un lado, la casa de Quagmire de donde sale una mujer desvestida que se niega a seguir con sus "juegos" hasta que Quagmire de malos modos la convence de que entre. Stewie descubre que a las mujeres les gusta ser tratadas de forma grosera. Al día siguiente, Stewie se dirige a casa de Olivia con aspecto rudo y rebelde, a pesar del enésimo rechazo, Stewie no se rinde y se gana la relación a base de insultarla.
Ambos empiezan a salir, aunque al principio todo marcha bien, al cabo de un tiempo las cosas van enfriándose, Olivia descubre que Stewie es un celoso, finalmente tras discutir, acaban casándose pero la relación va a peor. A la noche, Brian y Jillian quedan con los dos para cenar en una cita doble, durante la velada continúan discutiendo hasta tal punto de que Stewie empieza una acalorada discusión con una persona del restaurante que pide que se calle. Al día siguiente, Brian ve a Stewie sentado en el sofá, cuando se entera de que ha abandonado a Olivia por no soportar la relación, Brian le convence de vuelva con ella tras haber jurado ser el hombre maduro que Olivia quería, lo cual significa estar incluso en los momentos duros de una relación. Stewie comprende que Brian tiene razón y va en su busca, al llegar a casa, se descubre los peores presagios, Olivia le está engañando con un amigo suyo, también actor infantil. A pesar de las explicaciones de ambos, no evitan que Stewie, despechado entre en cólera y termine la relación yéndose destrozado, no sin antes prenderle fuego a la casa de cartón donde se encontraban. Finalmente los dos son dados por muertos por Stewie.
Por otra parte, Lois obliga a Peter a ver una chick movie, aunque en un principio se muestra contrario, termina por conmoverse por el argumento. A la mañana siguiente, se ve a Peter viendo varias películas femeninas, supuestamente se había pasado la noche visionándolas, Peter decide crear su propia chick movie, la película lleva de título Steel Vaginas, protagonizada por sus amigos y mujer. El argumento de la misma trata sobre un hombre que admite no importarle en absoluto las mujeres hasta que conoció a "Vageena Hertz" (Vagina dolorida en Español) interpretada por Lois cuyo papel representa a la hija del personaje de Peter. Más tarde, Vageena (Lois Griffin) se ahoga en un lago y es llevada de inmediato al hospital, finalmente fallece a causa de un himen furioso. La película termina de manera súbita en ese punto, finalmente, los amigos de Peter, que habían participado en la película, ofrecen críticas muy negativas debido a su pobre argumento y lógica.
Al final del episodio, mientras se visualizan los créditos de cierre, se sugiere que el fracaso de la relación de Stewie se deba a su ambigüedad sexual; cuando Stewie le pregunta a Brian sobre el poder hacer las mismas que se hacen con las mujeres pero con hombres, Brian le contesta que eso significa ser gay, finalmente, Stewie admite gustarle la idea.

## Producción
Alec Sulkin puso la voz de Luke Skywalker en el flashback. La mayoría de los chistes del argumento del episodio estaban planeados al principio para una subtrama, en donde Stewie se metía dentro de un robot trajeado para parecer un adulto ante Ana, la amiga de Jillian, pero nunca se utilizó. La escena en la que el Alcalde de la comedia anunciaba CD relacionados con los 80 fue incluida en el borrador original, MacFarlane declaró que raras veces un intermedio no relacionado con el argumento se puede incluir en un episodio. Originalmente, la escena en la que Stewie utilizaba el pelo de Brian como si fuera su zona púbica iba a ir a la mencionada parte del cuerpo para enseñárselo a Jillian, pero MacFarlane comentó que el programa no le permitió hacer mención únicamente del vello púbico. y se tuvo que poner en varias zonas del cuerpo, si querían emitirlo. La cadena permitió la emisión de la escena en la que Peter dice "antes, las mujeres me hacían llorar por el pene".